# Josep Soler
Josep Soler was in 1641 korte tijd president van de Generalitat de Catalunya. Hij was de neef van Pau Claris i Casademunt. 
Hij was kanunnik van la Seu d'Urgell en in 1641 gedurende amper vijf maanden de 95ste president van de Generalitat de Catalunya in Catalonië, als opvolger van zijn oom die voor het einde van zijn triënnaat overleden was.
Catalonië was verwikkeld in de Guerra dels Segadors en had een verbond gesloten met Frankrijk.  Er waren fronten in Tarragona, Lleida en het graafschap Rossellò, een deel van de huidige Roussilon. De Catalaanse kuststreek bevond zich bijna volledig onder controle van het Franse leger onder de leiding van de aartsbisschop van Bordeaux.
Uit catalanistisch oogpunt was hij geen groot politicus en deed te veel toegevingen aan de Franse bezetter, die hem na amper vijf maanden beloonde met een prebende als kanunnik in Barcelona. Hij werkte mee aan de voorbereiding van de Vrede van Péronnes (19 september 1641) die door zijn opvolger, Bernat van Cardona en Raset ondertekend werd en Lodewijk XIII van Frankrijk in personele unie als Graaf van Barcelona erkende.